# Pinus caribaea
Pinus caribaea, el pino macho, es una especie de pino nativo de México, Cuba, Bahamas, Belice, Guatemala, Honduras, Nicaragua, Panamá , Islas Turcas y Caicos , Puerto Rico y República Dominicana

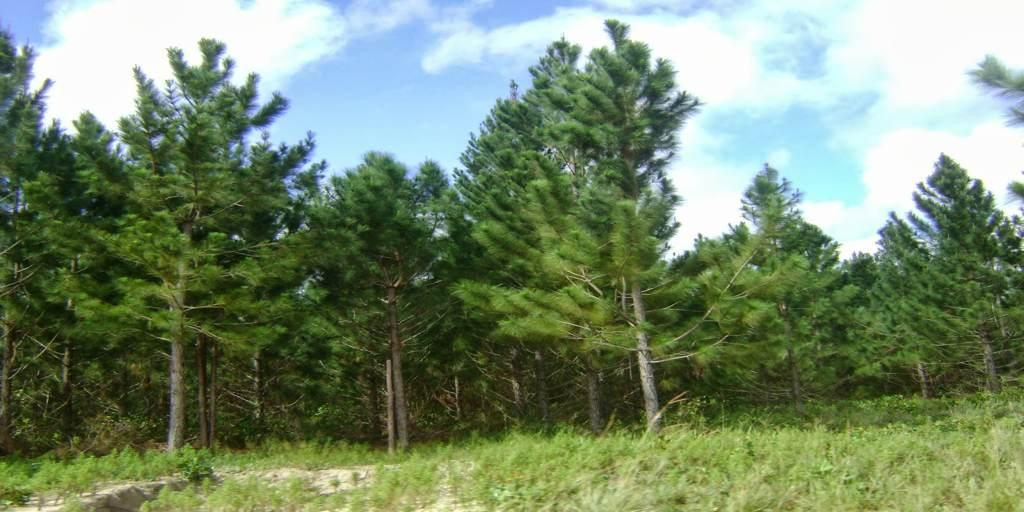
Vista del bosque de Uverito, Venezuela.

## Descripción
La especie tiene tres  variedades, una muy distinta y tratada como una  especie separada por algunos autores:
- Pinus caribaea var. caribaea – endémica del oeste de Cuba (provincia de Pinar del Río y la isla de la Juventud, antes llamada Isla de Pinos por su abundancia). Esta variedad es clasificada como en estado de conservación vulnerable en la Lista roja de especies amenazadas de la Unión Internacional para la Conservación de la Naturaleza.[2]
- Pinus caribaea var. bahamensis (Griseb.) W.H.Barrett & Golfari – pino Bahamas. Endémica de Bahamas y de islas Turcas y Caicos.
- Pinus caribaea var. hondurensis (Sénéclauze) W.H.Barrett & Golfari – pino de Honduras. Nativa de Belice,panamá , Guatemala, El Salvador, Honduras, Nicaragua, y el  estado de Quintana Roo de México.

Aunque la especie como un todo no está amenazada, la variedad típica de Cuba marcadamente declina debido a la deforestación y está considerada como especie vulnerable  por la IUCN, en la actualidad existen planes para su recuperación.

## Plantación de Uverito (Venezuela)
El bosque de Uverito, se ubica entre los estados Anzoátegui y Monagas, es el paño forestal artificial más grande del mundo plantado por el hombre, con alrededor de 600.000 hectáreas en plantaciones de bosques de pino Caribe.
En 1961, la Corporación Venezolana de Guayana y el Ministerio de Agricultura y Cría, introdujeron plantaciones de Pinus caribaea  var. hondurensis en las sabanas de Uverito con fines industriales.
El programa de plantaciones de Uverito se inició con un vivero y fue financiado por el Estado venezolano, el cual invirtió para realizarlo 275 millones de dólares durante 30 años, según un representante de la empresa administradora Maderas del Orinoco (antes CVG Proforca). De acuerdo a  la misma fuente, las plantaciones tienen un valor de 350 millones de dólares. Proforca, que es la empresa que maneja el bosque, fue constituida en 1988 
para promover el desarrollo de la industria forestal y de la madera en el oriente del país. Maneja una superficie plantada de pino Caribe de más de 600 mil hectáreas, concentradas en un lote boscoso ubicado al sur de los estados Anzoátegui y Monagas, que sigue siendo hoy en día el bosque creado más grande del mundo.

## Usos en medicina popular
La decocción de hojas y/o leño por vía oral es utilizado para la impotencia, bronquitis, blenorragia e inflamaciones génito-urinarias. La resina del tronco para eccemas. Las hojas (decocción) como antifúngico.
Principios activos
Las hojas contienen un aceite esencial rico en terpenos, taninos y resina.

## Taxonomía
Pinus caribaea fue descrita por Pierre Marie Arthur Morelet  y publicado en Revue Horticole de la Cote-D'Or 1: 107. 1851.
Etimología
Pinus: nombre genérico dado en latín al pino.
caribaea: epíteto geográfico que alude a su localización en el Caribe.
Sinonimia
- Pinus recurvata Rowlee[7][8]